# انجمن مهندسی معدن ایران
انجمن مهندسی معدن ایران یکی از انجمن‌های علمی ایران که از ۱۳۸۱ به‌صورت رسمی فعالیت می‌کند. این انجمن با هدف پیشرفت دانش مهندسی معدن در ایران ایجاد شد. نشریهٔ علمی و پژوهشی مهندسی معدن و مجلهٔ معدن و محیط زیست (به انگلیسی: Journal of Mining and Environment)  وابسته به این انجمن است. همچنین برگزاری کنفرانس‌های علمی و همچنین هفته معدن در ایران برعهدهٔ این انجمن است. 

## تاریخچه
ایدهٔ اولیهٔ ایجاد انجمن مهندسی معدن ایران با الهام از انجمن مهندسی معدن آمریکا و خدمات علمی پژوهشی آن شکل گرفت. در سال ۱۳۸۱، تعدادی از اساتید و مهندسین معدن جلساتی را برگزار و به بررسی نحوه تاسیس انجمن و تدوین اساسنامه آن پرداختند. در آبان ۱۳۸۱ در اطلاعیه‌ای که به مراکز علمی مرتبط از جمله دانشگاه‌ها و شرکت‌ها ارسال شد، از مهندسان معدن برای تشکیل انجمن دعوت شد. در تاریخ ۱۰ دی ۱۳۸۱ جمعی از اساتید و مهندسین معدن در دانشکده مهندسی معدن و متالورژی دانشگاه صنعتی امیرکبیر گرد هم آمدند و پس از تأسیس انجمن، هیئت مدیره انجمن را انتخاب کردند. سرانجام انجمن مهندسی معدن ایران در دی‌ماه ۱۳۸۱ به ثبت رسید و فعالیت‌های خود را به صورت رسمی آغاز کرد.
پس از تاسیس تا پایان سال ۱۳۸۲، دفتر انجمن در دانشگاه صنعتی امیرکبیر مستقر بود و از تیرماه ۱۳۸۳ تا آذر ۱۳۸۴، دفتر انجمن و دبیرخانه کنفرانس به دانشگاه تربیت مدرس منتقل شد. از آذر ۱۳۸۴، با خرید یک واحد آپارتمان انجمن به صورت کامل به محل جدید منتقل شد.